# Hra se skleněnými perlami
Hra se skleněnými perlami (1943, Das Glasperlenspiel) je utopický román německo-švýcarského spisovatele Hermanna Hesseho, nositele Nobelovy ceny za literaturu za rok 1946.
Román je vyvrcholením Hessova díla a právě za něj obdržel Hesse Nobelovu cenu. Autor na něm pracoval od roku 1932 a vložil do něj všechny své dosavadní zkušenosti a víru v nepřemožitelnost myšlenky, postavené do služby života. Kniha musela vyjít ve Švýcarsku, protože se Hesse dostal na nacistickou černou listinu.
V románu se Hesse zabývá svým stálým tématem: problémem duchovního života v moderní době. Kniha líčí utopický budoucí svět, v němž se kulturní elita uzavře do vzdělanecké provincie s příznačným názvem Kastálie a pěstuje vědění i kulturu jako hru. Hra byla vytvořena Řádem, aby bylo mezi učenci dosaženo absolutního porozumění a harmonie mezi všemi obory, a představuje pohyb k ideálnímu cíli, hru s veškerým představitelným obsahem a hodnotami naší kultury. Protože však tato hra postrádá kontakty se skutečným životem, ztrácí smysl. Samotná touha po dokonalosti a virtuozitě ducha je podle Hesseho nesmyslná, neboť pravá duchovnost nemůže stát mimo svět.
V úvodu knihy provedl Hesse historické zhodnocení 20. století, vyřčené s velkým časovým předstihem, ve kterém přesně předpověděl, kam povede duchovní vývoj společnosti v příštích padesáti letech. Děj se totiž odehrává odhadem asi ke konci 20. století, či ještě později, nejsou zde však žádné náznaky podstatných změn v lidské psychice a stále dominuje vliv církve.
První část knihy je napsána jako životopis Mistra Hry – Josefa Knechta (ani jeho jméno není vybráno náhodně, neboť knecht znamená v němčině čeledín, sluha nebo otrok). Hesse popisuje jeho mládí, líčí jeho život v Kastálii od elitních studií až po jeho jmenování Magistrem Ludi. Současně s tím líčí z hlediska skutečných potřeb společnosti nesmyslný koloběh mistrů a žáků v provincii. Životopis pak končí legendou o odchodu Knechta z úřadu a o jeho smrti.
Druhou část knihy tvoří Spisy Josefa Knechta z pozůstalosti. Jsou to jednak Básně žáka a studenta a jednak Tři životopisy: Přivolávač deště, Zpovědník a Indický životopis. První dva životopisy se zabývají stejným tématem, kterým je nekonečný koloběh mistra a žáka. Ve třetím životopise je přímo vyjádřena buddhistická myšlenka reinkarnace, koloběhu života a pomíjivosti světských věcí a radostí.

## Česká vydání
Česky vyšel román prozatím třikrát, vždy v překladu Vratislava Slezáka. Poprvé roku 1996 v nakladatelství Volvox Globator, podruhé roku 2002 a potřetí roku 2012 v nakladatelství Argo.